# Konrád meisseni őrgróf
(Nagy) Konrád (1098 – 1157. február 5.) meisseni őrgróf 1123-tól 1156-ig.
Konrád volt az első Wettin-házi őrgróf Meissenben. A Welf-ház buzgó híveként uralkodott, és részben III. Lothár német-római császár pártfogásával, részben erőszakosan nagy birtokokat kerített hatalmába: Meissenen kívül Pegau és Zwickau vidékét, de egész Alsó-Lausitzot is. Nagy kiterjedésű országa miatt hizelgői illették a "nagy" jelzővel. Életének utolsó hónapjaiban belépett  szerzetesként a Halle melletti petersbergi zárdában töltötte, és ott is halt meg 1157 elején. Meisseben fia, Gazdag Ottó követte.

## Lásd még
- Meißen őrgrófjainak listája

## Külső hivatkozások
| Előző uralkodó: II. Hermann | Meißen őrgrófja 1123 – 1156 | Következő uralkodó: II. Ottó |

| Előző uralkodó: III. Henrik | Lausitz tartománygrófja 1136 – 1156 | Következő uralkodó: II. Dietrich |

1. ↑  Német Nemzeti Könyvtár. Német Nemzeti Könyvtár